# Москалець Костянтин Федорович
Костянтин Федорович Москалець (червень 1906, містечко Мена Чернігівської губернії, тепер місто Чернігівської області — 9 серпня 1983, Київ) — український радянський і компартійний діяч, депутат Верховної Ради УРСР 3—5-го скликань. Обирався членом Президії Верховної Ради УРСР. Член Ревізійної комісії КП(б)У в 1949—1954 роках. Член ЦК КПУ в 1954—1961 роках. 

## Біографія
Народився в бідній селянській родині. З восьми років працював підпасичем у сільського пастуха, а з п'ятнадцяти років — наймитував у заможних селян на Фастівщині. З 1923 по 1928 рік працював чорноробом Фастівського районного відділу комунального господарства, робітником механічного млина в містечку Корнині на Житомирщині. У 1924 році вступив до комсомолу.
Член ВКП(б) з 1926 року.
З 1928 році навчався на робітничому факультеті при Київському індустріальному інституті та на енергетичному факультеті Київського індустріального інституту.
Після закінчення інституту з 1937 року працював черговим електротехніком, інженером, начальником цеху, секретарем партійної організації на Київській гідроелектростанції № 2.
У 1938—1940 роках — у Червоній армії, служив комісаром полку.
У 1940—1941 роках — парторг ЦК ВКП(б) Київської гідроелектростанції № 2, інструктор ЦК КП(б)У.
З 24 квітня 1941 року — секретар Київського міського комітету КП(б)У по промисловості. Учасник оборони міста Києва від німецьких військ. У 1941—1942 роках — інструктор ЦК КП(б)У.
З листопада 1942 по 1944 рік — завідувач відділу електростанцій Свердловського обласного комітету ВКП(б).
З 1944 по лютий 1948 року — секретар Київського міського комітету КП(б)У з кадрів.
У березні 1948 — 5 лютого 1949 року — секретар Київського обласного комітету КП(б)У з кадрів.
5 лютого 1949 — травень 1950 року — 2-й секретар Київського обласного комітету КП(б)У.
У березні (затв.) 1950 — січні 1953 року — завідувач відділу партійних, профспілкових і комсомольських органів ЦК КП(б)У.
З січня по травень 1953 року — інспектор ЦК КПУ.
У травні 1953 — 9 червня 1960 року — голова Української республіканської ради професійних спілок. Обирався членом Президії ВЦРПС, входив до керівних органів Всесвітньої Федерації Профспілок.
У червні 1960 — квітні 1965 року — заступник, з квітня 1965 року — 1-й заступник міністра соціального забезпечення Української РСР.
Потім — персональний пенсіонер союзного значення у місті Києві.

## Нагороди
- орден Леніна (6.12.1957)
- три ордени Трудового Червоного Прапора (23.01.1948,)
- орден «Знак Пошани»
- орден Червоної Зірки (2.05.1945)
- Почесна грамота Президії Верховної Ради Української РСР (15.06.1966)
- медалі